# Dwesasilvasedis medinae
Dwesasilvasedis medinae là một loài bọ cánh cứng trong họ Bọ hung (Scarabaeidae).